# 安康圣母圣殿 (那不勒斯)
安康圣母圣殿（Basilica of Santa Maria della Sanità）是一座罗马天主教宗座圣殿，位于意大利坎帕尼亚大区那不勒斯的安康区（Sanità），圣高第奥索地下墓穴上方，安康街与德肋撒街交会处附近的广场上。
该堂最初属于一所1577年建立的道明会修道院。该堂建于1602-1613年，希腊十字平面，建筑师朱塞佩 Nuvolo。

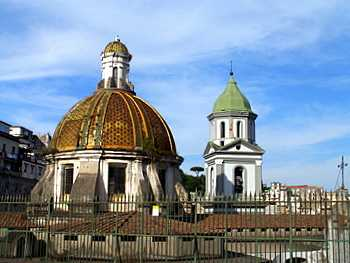
穹顶

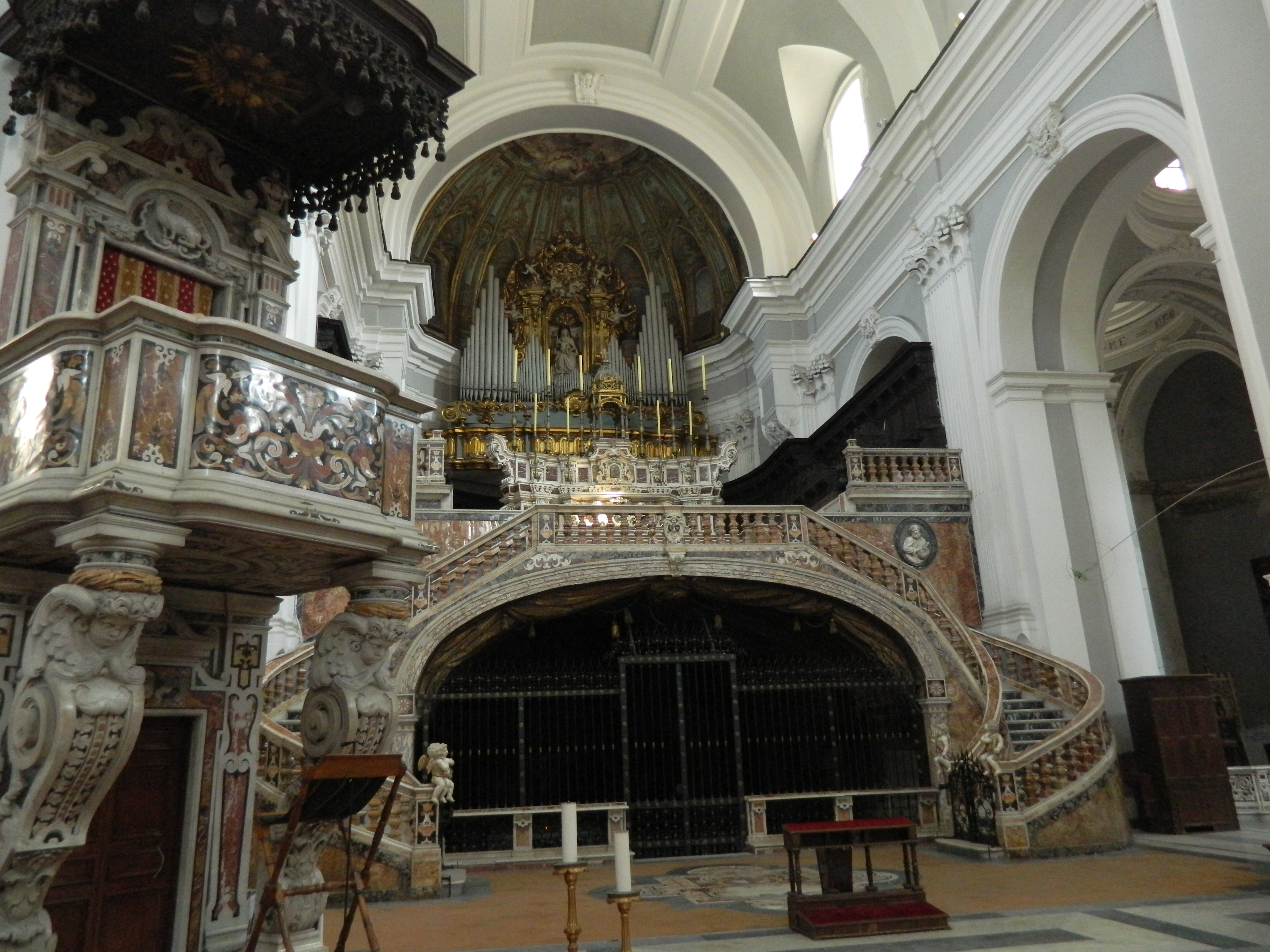
大理石螺旋楼梯

到达正祭台要通过巴洛克风格的大理石螺旋楼梯，祭台下面就是墓穴的入口。